# ミールザープル

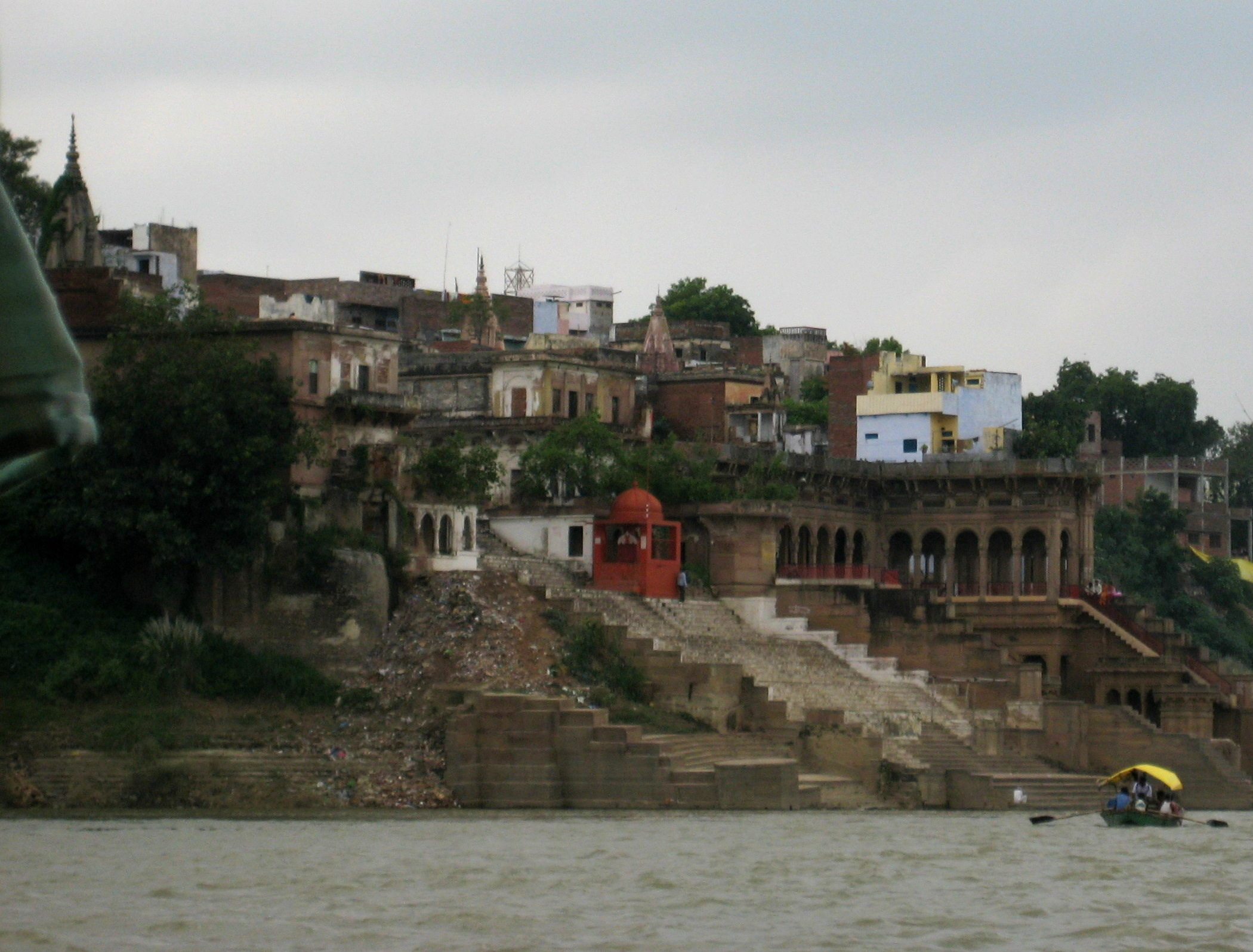
ミールザープルを流れるガンジス川

ミールザープル（ヒンディー語：मिर्जापुर、Mirzapur）は、インドのウッタル・プラデーシュ州、ミールザープル県の都市。ミルザープルとも呼ばれる。

## 歴史
1735年、ミールザープルはイギリス東インド会社によって建設された。
ミールザーとは、ペルシア語でアミールの息子（Amīrzād）を意味する語である。つまり、この都市はミールザーの都市（プル）という意味になる。

## 地理
ミールザープルは北緯25度09分 東経82度35分 / 北緯25.15度 東経82.58度に位置している。首都デリーからは650 km、アラーハーバードからは90 km、ヴァーラーナシーからは50 km離れている。